# Die Jahrhundertlawine
Die Jahrhundertlawine (Verweistitel: Val Montana – Die Jahrhundertlawine) ist ein Katastrophenfilm des deutschen Regisseurs Jörg Lühdorff aus dem Jahr 2008. In den Hauptrollen verkörpern Désirée Nosbusch und Vincent Perez das Liebespaar Anne und Marc, deren Beziehung nach einem tragischen Unfall in die Brüche geht.

## Handlung
Anne und Marc sind beide in der Tiroler Bergwacht angestellt und ein Liebespaar. Eines Tages kommt ein Snowboarder bei einem Absturz in den Bergen ums Leben. Es stellt sich heraus, dass er der Bruder von Anne war. Diesem dramatischen Umstand hält die Liebe zwischen Anne und Marc nicht stand; es kommt zu einem Bruch der Beziehung. Marc, der bei der Bergwacht als Assistenzarzt angestellt ist, verlässt daraufhin seine Heimat und kehrt erst acht Jahre später, zurück, als bekannt wurde, dass die Leiche des Verunglückten endlich geborgen werden konnte, und die Beerdigung terminiert ist.
Aufgrund seiner langen Abwesenheit weiß Marc, der mittlerweile nicht mehr als Arzt arbeitet, nichts davon, dass Anne einen Sohn, Nik, gebar, dessen Vater er ist.
Das alles geschieht zu einem Zeitpunkt, an dem Meteorologen eine erhöhte Unwettergefahr vorhersagen und vor Lawinen warnen. Die besagten Warnungen schlägt der Oberbürgermeister des Ortes jedoch in den Wind, denn er befürchtet, dass Touristen den Ort meiden werden, falls er diese Unwetterwarnungen weitergibt. Es kommt, wie es kommen muss, ein großes Unwetter bricht herein, und mächtige Lawinen rollen auf die kleine Ortschaft zu, in deren Folge auch Marc und Anne, gemeinsam in einem Auto sitzend, verschüttet werden. Nur in letzter Minute gelingt es den herbeigeeilten Rettern, die beiden aus ihrem vom Schnee verschütteten Fahrzeug zu befreien.

## Produktionsnotizen
Gedreht wurde am Dachstein, in München, Paris und in Vent. Rudolf Czettel war für die Filmbauten zuständig, Angelo D’Angelico für den Ton.

## Erscheinungstermine und Verleih
Die Jahrhundertlawine wurde am 8. Februar 2009 erstmals im RTL gesendet. In den Verleih kam der Film bereits einen Tag später, am 9. Februar 2009. Den Vertrieb der DVD übernahm die EuroVideo Medien GmbH. In Belgien erschien der Film bereits 2008, im Jahr seiner Produktion, dort unter dem französischen Titel Avalanche. In Frankreich wurde er erstmals am 5. Januar 2009 gesendet, in Österreich zeitgleich wie in Deutschland, am 8. Februar 2009, in Ungarn war die Erstausstrahlung am 24. März 2010 (dort unter dem Titel Pusztító lavina). In Polen erfolgte keine Ausstrahlung im Fernsehen, dort ging der Film direkt in den Verleih, unter dem Titel Lawina.

## Kritiken
Das Lexikon des internationalen Films meint, dass der Film ein „[a]n Originalschauplätzen gedrehter (Fernseh-)Katastrophenfilm mit romantisch-dramatischen Einsprengseln und digital generierter Lawinenkatastrophe [ist]“.
Die Programmzeitschrift TV Spielfilm konstatiert schlicht und ergreifend: „Schnee von gestern, die Tricks sind dagegen ok“.
Die Kritik von Kino.de fällt vernichtend aus: Dort heißt es, dass selbst wenn der Film 90 Minuten lang wäre, er nicht spannender, sondern lediglich länger geworden wäre.

## Sonstiges
Die Jahrhundertlawine spiegelt eine ähnliche Katastrophe wider, die der Tiroler Gemeinde Galtür tatsächlich geschehen ist und am 23. Februar 1999 über 30 Einwohner das Leben kostete. Der federführende Produktionssender RTL verlagerte die Dreharbeiten jedoch nach Vent. In der Folge waren die Bewohner von Vent verärgert, da ihnen anfangs gesagt wurde, dass der Name ihres Ortes im Film nicht in Erscheinung treten würde. Da der Ortsname Vent im Film dennoch in Erscheinung tritt, fürchteten die Venter Bewohner um einen Imageschaden in ihrem Ort, dessen wesentliche Einnahmequelle der Tourismus darstellt. Dem widersprach der Produzent Stephan Bechtle mit den Worten: „Wir dachten, dass die Nennung im Sinne der Venter sei.“